# Hrybivci
Hrybivci, česky Hribovce, ukrajinsky Грибівці, maďarsky Gombás, jsou ves v obci Bobovyšče, v ivanovecké venkovské komunitě (hromadě), v mukačevském okrese Zakarpatské oblasti Ukrajiny. V roce 2025 zde žilo 548 obyvatel.

## Místní části
- Vorotnycja/Воротниця, česky Vorotnica

## Historie
První písemná zmínka pochází z roku 1564, kdy ves byla uvedena pod názvem Ribolcz. Obec byla pojmenována Hrybivci v roce 1887. Do uzavření Trianonské smlouvy byla ves součástí Uherska, poté (pod názvem Hribovce) byla součástí Československa. V roce 1921 zde stálo 79 domů a žilo zde 408 obyvatel, z toho 1 Čechoslovák, 402 Rusínů a 5 Maďarů. Od roku 1945 byla ves součástí Ukrajinské sovětské socialistické republiky, která byla součástí SSSR, a nakonec od roku 1991 je součástí samostatné Ukrajiny.